# Nothofagus dombeyi
Nothofagus dombeyi är en tvåhjärtbladig växtart som först beskrevs av Charles-François Brisseau de Mirbel, och fick sitt nu gällande namn av Oerst.. Nothofagus dombeyi ingår i släktet Nothofagus och familjen Nothofagaceae. Inga underarter finns listade i Catalogue of Life.

## Bildgalleri

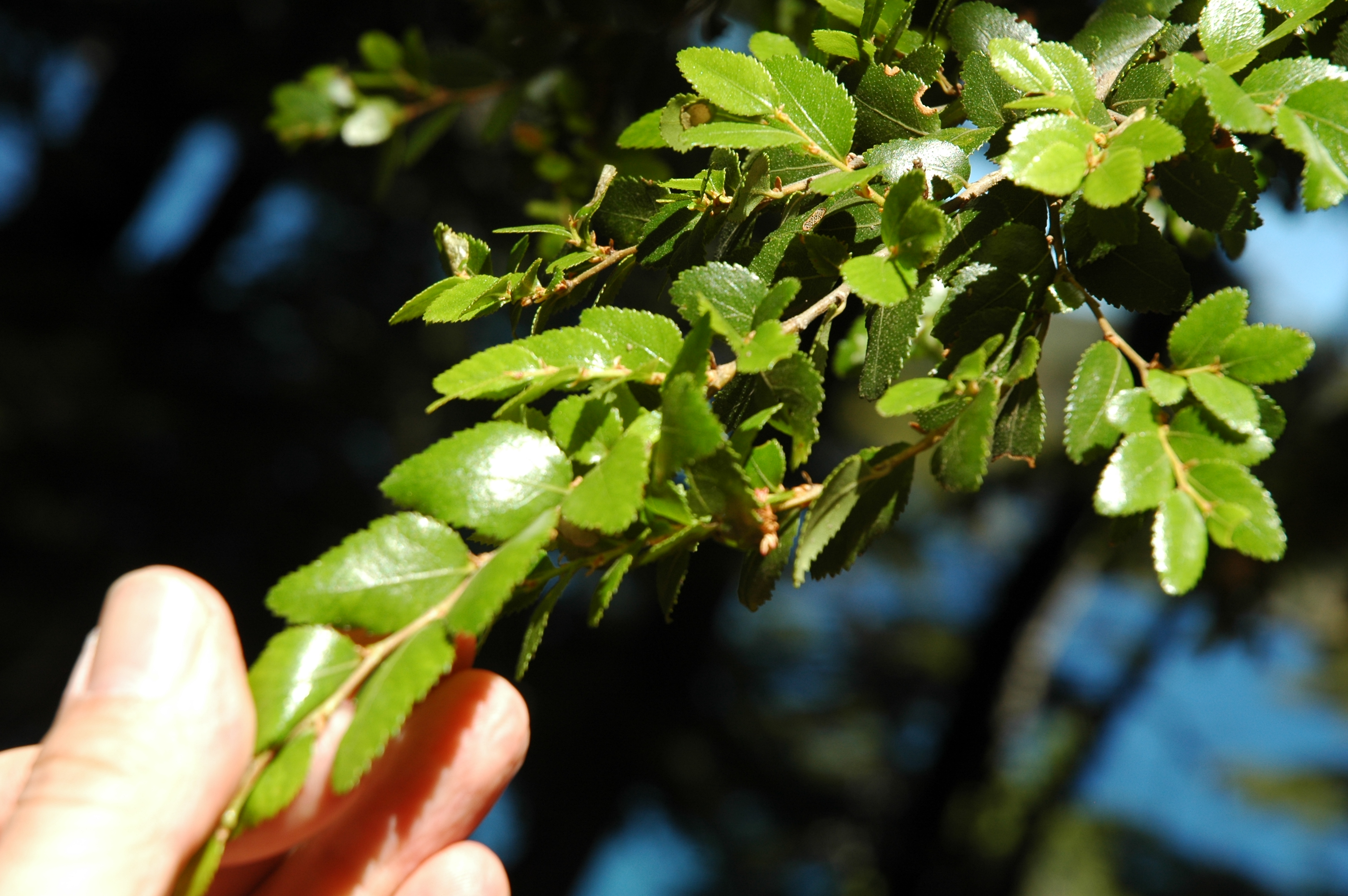
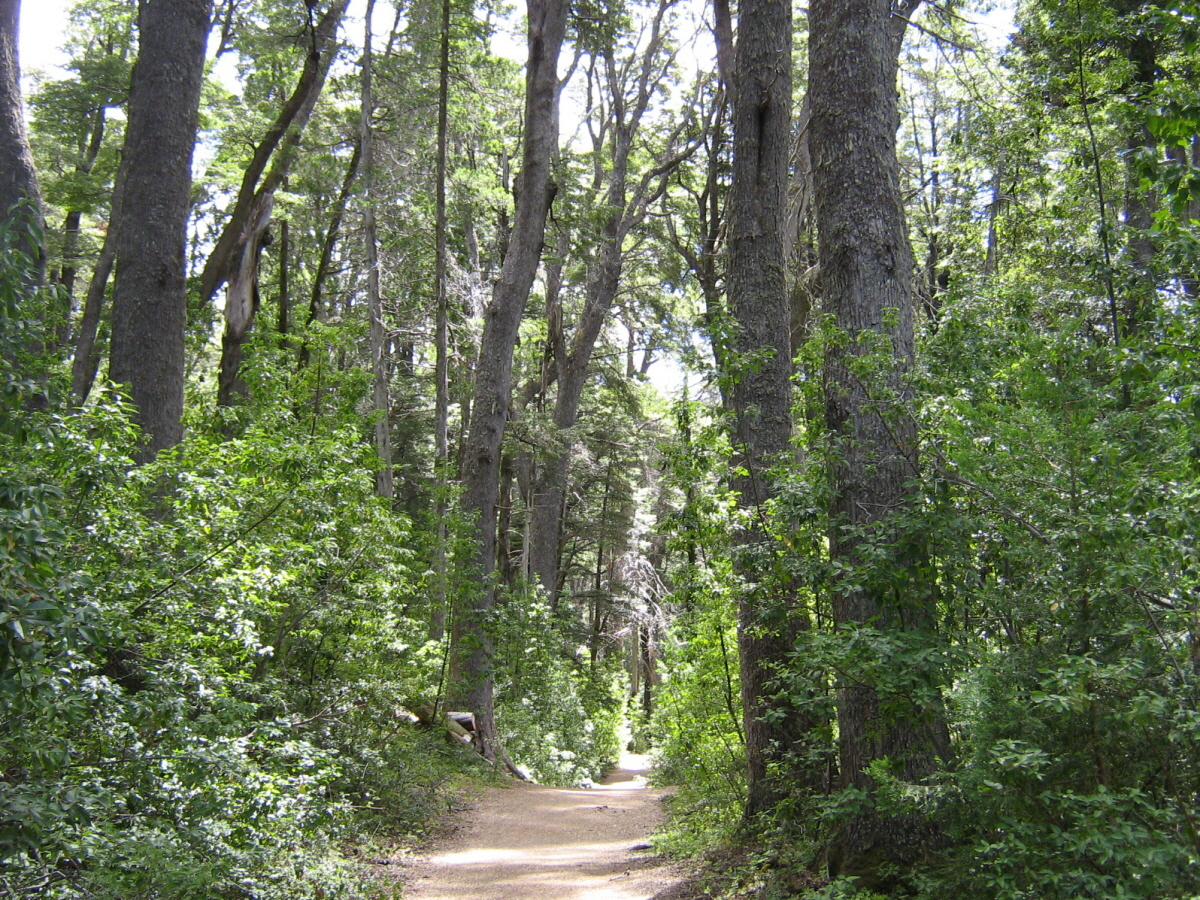
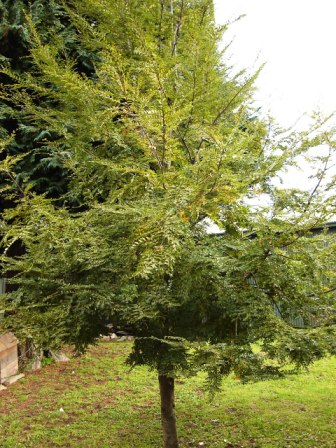
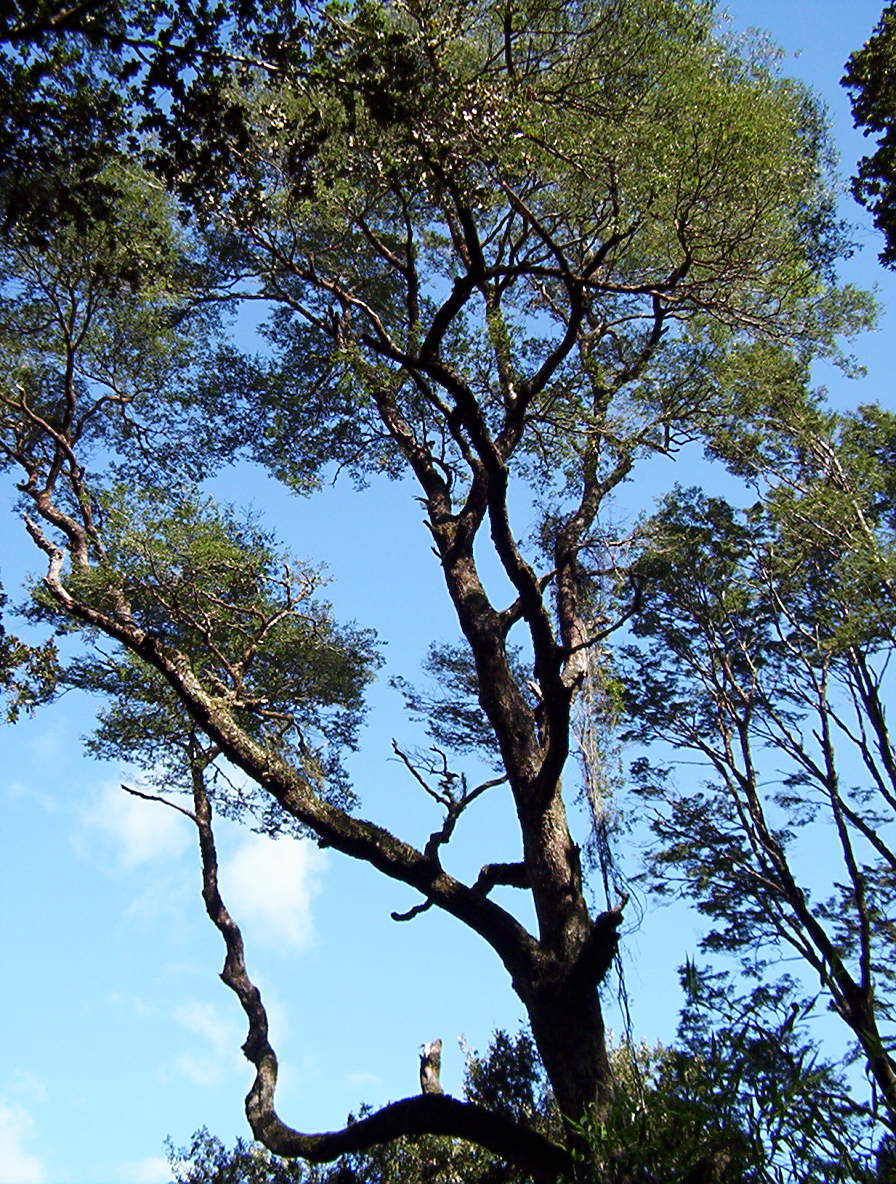
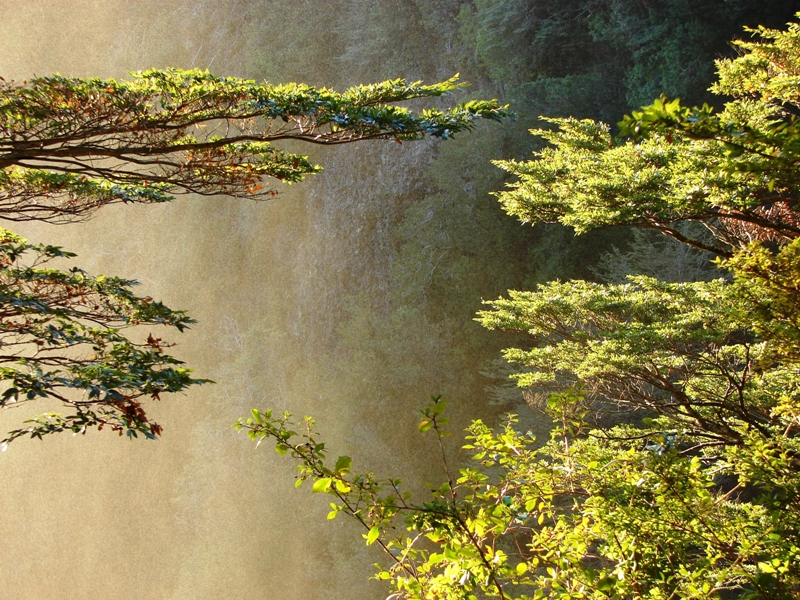
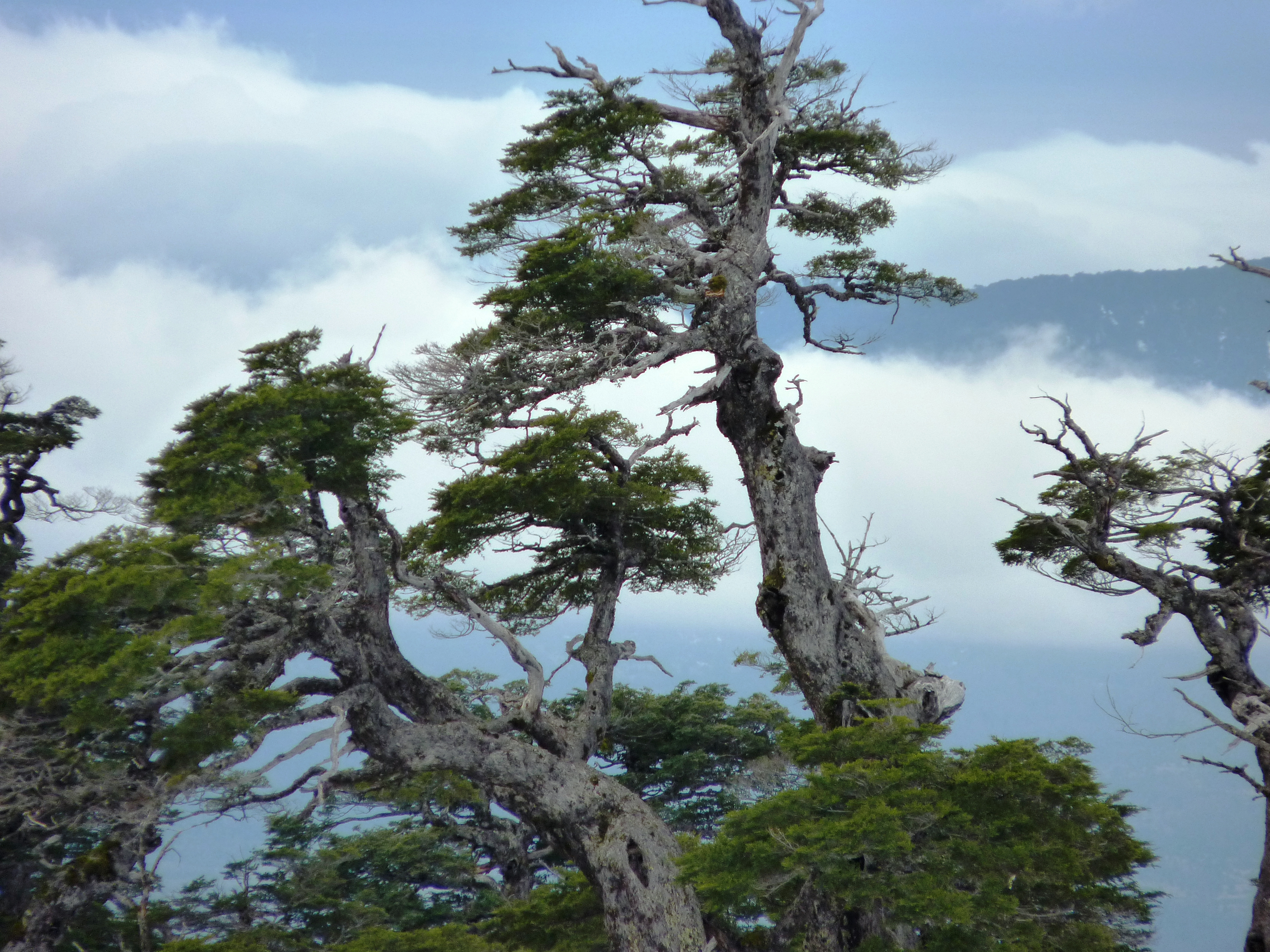